# Агеторст
Агеторст (нем. Agethorst) — община в Германии, в земле Шлезвиг-Гольштейн. 
Входит в состав района Штайнбург. Подчиняется управлению Шенефельд.  Население составляет 200 человек (на 31 декабря 2010 года). Занимает площадь 6,1 км².